# Bertil Envall
Bertil Envall, född 29 oktober 1909 i Annedal, Göteborg, död 23 november 2011 i Hisings-Backa, var en svensk biskop och missionär.

## Biografi
Bertil Envall var son till affärsföreståndaren Gustaf Envall och Bertha Svedberg. Efter studier i Göteborg och Lund prästvigdes Envall i Göteborg och fick missiv i stiftet 1934. Envall vigdes till missionär 1937 i Vasakyrkan, Göteborg och sändes tillsammans med hustrun Ingefrid Envall, född Rhedin,  till Sydindien av Svenska kyrkans mission. Där han var paret Envall verksamma 1937–54 med skolor, skolhem och byarbete. Bertil Envall skapade också ett missionscentrum i Arulpuram där han också blev sekreterare och ordförande i Pionjärstyrelsen. Under svåra missväxtår i Sydindien fick Bertil Envall ansvaret för kyrkornas distribution av mjöl och läkemedel. Han blev också medlem av Adult Education Committee under Madras kristna råd.
Han återvände därefter till Sverige och blev kyrkoherde i Foss och Håby pastorat i Bohuslän. Under några år ledde han Göteborgs stifts missionsråd. Han kallades från Sverige till nytt missionsarbete i Malaysia. Malaysia hade nyligen blivit självständigt och uppdraget bestod i att bygga upp och organisera den nybildade evangelisk-lutherska kyrkan som konstituerades 1963. I samband med konstitueringen valdes Envall till superintendent och därefter till kyrkans biskop 1965 av kyrkomötet i Kuala Lumpur. Han biskopsvigdes på pingstdagen i Zionkyrkan i Kuala Lumpur av Rajah Bushanam Manikam från Evangelisk-lutherska Tamilkyrkan i Indien. Svenska kyrkans mission representerades av biskop Bo Giertz och missionsdirektor Carl Gustav Diehl. 
Han avgick som emeritus och återvände till Sverige 1976. Som pensionärer grundade paret Lärjungagården på Torestorp och var gårdens första föreståndare.